# Az Kenar-e Ham Migozarim

Az Kenar-e Ham Mogozarim (en persan از کنار هم می گذریم, en anglais Going by, Nous passons l'un à côté de l’autre) est un drame iranien d’Iraj Karimi sorti en 2001.

## Synopsis
Dans une route qui mène au bord de la mer Caspienne dans le Nord iranien, des gens de la classe moyenne roulent pour y apaiser leur douleur face à la mort d'un proche. Un petit garçon, Aras, dont la mère est décédée d’une maladie incurable, et qui porte les mêmes symptômes mortels, part chez lui à Langrud avec son père. Un chauffeur d’un véhicule funéraire, Assadolah, conduisant un corps et le proche du défunt dans la route vers le Nord, parle de la vie, de l’amour et de la mort.
Dans une autre auto, un architecte d'âge moyenne, et divorcé récemment de sa femme, a pris la route avec ses deux fils. Son fils aîné aspire de devenir critique de cinéma. Le père, convaincu par expérience que ce domaine n’assure pas pour autant l’avenir de son fils, essaie de le faire décider à trouver une meilleure profession pour vivre. Le fils cadet, Sepenta, n’est pas tellement attirer par l’école, négligeant les conseils de son père à se concentrer sur ses études.
Dans la quatrième voiture deux femmes, Jaleh et Shiva, partagent la mémoire d'un homme, Mehran, qui est cher à toutes les deux. Après le divorce de Jaleh et  Mehran, ce dernier se remarie avec Shiva. À la suite de la mort soudaine de Mehran, les deux femmes se rencontrent aux funérailles du défunt. Dans ce voyage au bord de la mer, elles partagent le souvenir de l’homme qu’elles ont aimé tant et qui n’est plus en vie.  Jaleh lit la dernière lettre de Mehran pour Shiva et la lui prête pour la voir. Entre-temps, à cause d’une crevaison, elles s’arrêtent au bord de la route pour demander de l’aide. Aras et son père arrivent et le père part avec Jaleh à une station service afin de réparer le pneu éclaté laissant Aras avec Shiva. Ennoyée des questions enfantines d'Aras, Shiva lui donne la lettre pour faire apaiser la soif de lecture du petit garçon. Fatigué d’attendre, Aras part tout seul vers chez lui. À son retour, le père furieux laisse les deux femmes pour aller à la recherche de son fils. 
Dans un restaurant au bord de la route, tous les personnages s'arrêtent pour déjeuner. Aras fait connaissance de Sepenta et lui donne la lettre. Jaleh, mécontente de perdre la lettre, retrouve sur la route Aras et son père. Mais la lettre est restée chez Sepenta. Sur le chemin et dans un coucher de soleil émouvant, le frère aîné de Sepenta, le cœur brisé par le divorce de ses parents, s'enfuit et rentre à la maison, laissant son père son petit frère au bord de la mer. De même, Jaleh laisse tomber Shiva dans l'auto, et part au bord du véhicule funéraire avec Assadolah qui reprend ses mêmes jargons sur la vie et la mort.

## Distribution
- Fariba kamran : Jaleh
- Mehran Rajabi : Assodolah
- Shahrokh Forotanian
- Mehrdad Mohtashami
- Nazanin Farahani : Shiva
- Ebrahim Emadi
- Shahnam Shahabi
- Sepenta Samandarian : Sepenta
- Aras Hodaie : Aras

## Fiche technique
- Titre original : Az Kenar-e Ham Mogozarim
- Titre en Français : Nous passons l'un à côté de l'autre
- Réalisateur : Iraj Karimi
- Scénariste : Iraj Karimi
- Producteur : Hossein Zandbaf
- Musique : Peyman Yazdanian
- Année de sortie : 2001
- Genre : Drame
- Durée : 93 min.
- Pays :  Iran